# Generalgouverneur (Estland)
Der (General-)Gouverneur Estlands war von 1561 bis 1917 Statthalter des schwedischen beziehungsweise ab 1710 russischen Monarchen im Gouvernement Estland. Das Gouvernement umfasste den gesamten nördlichen Teil des Staatsgebiets der am 24. Februar 1918 ausgerufenen Republik Estland.

## Geschichte
Anfang der 1560er-Jahre unterstellte sich während des Livländischen Kriegs (1558–1583) der nördliche Teil des heutigen Estlands der schwedischen Krone. Das Gebiet fasste die vier Landkreise Harrien, Jerwen, Wiek und Wierland sowie die Insel Dagö. Schweden bildete daraus eine Verwaltungseinheit.
Statthalter des schwedischen Königs beziehungsweise ab 1710 des russischen Zaren in Estland war der Gouverneur beziehungsweise Generalgouverneur der schwedischen beziehungsweise russischen Krone. Er hatte seinen Sitz in Reval.
Eigentlicher Machtträger Estlands blieb der einheimische deutschbaltische Adel Estlands. Er war in der Estländischen Ritterschaft organisiert, deren Privilegien der schwedische König und später der russische Zar weitestgehend garantierten. Die Ritterschaft übte ihre Macht über einen Landtag aus, der bis 1917 existierte.
Im Oktober 1710 eroberte im Großen Nordischen Krieg Russland das Gebiet. Schweden erkannte den Gebietsverlust völkerrechtlich im Frieden von Nystad 1721 an. Die schwedische Verwaltungsgliederung blieb erhalten. Allerdings war der zaristische Generalgouverneur direkt dem Monarchen unterstellt, obwohl er in anderen russischen Gouvernements dem Senat untergeordnet war. Als Gouvernement Estland (russisch Эстляндская губерния) blieb Estland neben Livland und Kurland bis Februar 1918 eine der drei baltischen Gouvernements des russischen Reichs.

## Schwedische Gouverneure Estlands (1561–1674)
- 1561–1562: Lars Ivarsson Fleming
- 1562–1562: Henrik Klasson Horn
- 1562–1564: Svante Stensson Sture
- 1564–1565: Hermann Pedersson Fleming
- 1565–1568: Henrik Klasson Horn
- 1568–1570: Gabriel Kristiernsson Oxenstierna
- 1570–1572: Hans Björnsson till Lepas
- 1572–1574: Claes Åkesson Tott
- 1574–1575: Pontus de la Gardie
- 1576–1578: Carl Henriksson Horn
- 1578–1580: Göran Boije
- 1580–1581: Svante Eriksson Stalarm
- 1582–1583: Göran Boije
- 1583–1585: Pontus de la Gardie
- 1585–1588: Gustaf Gabrielsson Oxenstierna
- 1588–1588: Hans Wachtmeister
- 1588–1590: Gustaf Axelsson Banér
- 1590–1592: Erik Gabrielsson Oxenstierna
- 1592–1600: Göran Boije
- 1600–1601: Carl Henriksson Horn
- 1601–1602: Moritz Stensson Leijonhufvud

- 1619–1622: Jakob de la Gardie
- 1622–1626: Per Gustafsson Banér
- 1626–1628: Johan De la Gardie
- 1628–1642: Philipp von Scheiding
- 1642–1646: Gustaf Gabrielsson Oxenstierna
- 1646–1653: Erik Axelsson Oxenstierna
- 1653–1653: Wilhelm Ulrich
- 1653–1655: Heinrich von Thurn
- 1655–1655: Wilhelm Ulrich
- 1655–1656: Bengt Skytte
- 1656–1656: Wilhelm Ulrich
- 1656–1674: Bengt Horn
- 1674–1674: Johan Christoffer von Scheiding

## Schwedische Generalgouverneure Estlands (1674–1710)
- 1674–1681: Anders Torstenson
- 1681–1687: Robert Lichtone
- 1687–1687: Nils Bielke
- 1687–1704: Axel Julius De la Gardie
- 1704–1706: Wolmar Anton von Schlippenbach
- 1706–1709: Niels Stromberg
- 1709–1710: Carl Nieroth

## Russische Generalgouverneure Estlands (1710–1728)
- 1710–1711: Rudolph Felix Bauer
- 1711–1719: Alexander Danilowitsch Menschikow
- 1719–1728: Fjodor Matwejewitsch Apraxin

## Russische Gouverneure Estlands (1728–1762)
- 1728–1736: Friedrich von Löwen
- 1736–1736: Platon Iwanowitsch Mussin-Puschkin
- 1736–1738: Ernst Sebastian von Manstein
- 1738–1740: Gustav Otto Douglas
- 1740–1743: Woldemar von Löwendahl
- 1743–1753: Peter August Friedrich von Holstein-Beck
- 1753–1758: Wladimir Petrowitsch Dolgorukow
- 1758–1762: Peter August Friedrich von Holstein-Beck

## Russische Generalgouverneure Estlands (1762–1792)
- 1762–1775: Peter August Friedrich von Holstein-Beck
- 1775–1792: Georg Browne

## Russische Gouverneure Estlands (1783–1917)
(1783–1792 und 1808–1819 unterstanden die Gouverneure Estlands den Generalgouverneuren)
- 1783–1786: Georg Friedrich von Grotenhielm
- 1786–1797: Heinrich Johann von Wrangell
- 1797–1808: Andreas von Langell
- 1809–1819: Berend von Uexküll
- 1819–1832: Gotthard Wilhelm von Budberg-Bönninghausen
- 1832–1833: Otto Wilhelm von Essen
- 1833–1841: Paul Friedrich von Benckendorff
- 1842–1859: Johann Engelbrecht Christoph von Grünewaldt
- 1859–1868: Wilhelm Otto Cornelius Alexander von Ulrich
- 1868–1870: Michail Nikolajewitsch Galkin-Wraskoi
- 1870–1875: Michail Walentinowitsch Schachowskoi-Glebow-Streschnew
- 1875–1885: Wiktor Petrowitsch Poliwanow
- 1885–1894: Sergei Wladimirowitsch Schachowskoi
- 1894–1902: Jefstafi Nikolajewitsch Scalon
- 1902–1905: Alexei Walerianowitsch Bellegarde
- 1905–1905: Alexei Alexandrowitsch Lopuchin
- 1905–1906: Nikolai von Bünting
- 1906–1907: Pjotr Petrowitsch Baschilow
- 1907–1915: Ismail Wladimirowitsch Korostowets
- 1915–1917: Pjotr Wladimirowitsch Werjowkin

## Russische Generalgouverneure Estlands (1808–1819)
- 1808–1809: Peter Friedrich Georg von Holstein-Oldenburg
- 1809–1811: Vakanz
- 1811–1816: Paul Friedrich August von Holstein-Oldenburg